# Ehud Yaari
Ehud Yaari (en hébreu : אהוד יערי) né en 1945 est un journaliste israélien et expert du Moyen-Orient. Il a interviewé les principales figures du conflit israélo-arabe comme Yasser Arafat, Hussein de Jordanie, Mohammed Hosni Moubarak ainsi que  des premiers ministres israéliens. Il travaille aujourd'hui pour la chaine 12 israélienne.

## Œuvres
- Zeev Schiff, Yaari Ehud, Intifada, Simon & Schuster,  (ISBN 978-0671710538).